# Jean Fayard
Jean Fayard fue un escritor y periodista francés, nacido en 1902 en París y fallecido en 1978, ganador del premio Goncourt en 1931 con la novela Mal d'amour (Mal de amor).

## Biografía
Jean Fayard era el nieto del fundador de ediciones Fayard y el hermano mayor de Yvonne Fayard, campeona de Francia de tenis de mesa. Tras la muerte de su padre, en 1936, asumió la dirección de la empresa familiar.
En julio de 1940, participó en Londres en la realización del diario Quatorze Juillet, la primera publicación de Francia libre, el gobierno francés en el exilio, pero volvió ese mismo mes a su país, donde trabajó en la edición del diario Candide, que, aunque evitó el colaboracionismo, tras la liberación fue prohibido por su compromiso con el régimen de Vichy.
Sus documentos se guardan en el Institut Mémoires de l'édition contemporaine, 25, rue de Lille, Paris, VIIe.

## Obra
- Deux ans à Oxford? Impr. F. Paillart, 1924
- Dans le monde où l'on s'abuse, Arthème Fayard, 1925
- Journal d'un colonel, Éditions de la nouvelle revue française, 1925
- Trois quarts de monde: roman, Artheme Fayard, 1926
- Oxford et Margaret, A. Fayard, 1928
- Madeleine et Madeleine, Gallimard, 1928
- Bruxelles, Émile-Paul frères, 1928
- Mal d'amour, Éditions de l'imprimerie nationale, 1931 (premio Goncourt). Hay una traducción al castellano titulada Mal de amor en el volumen Premios Goncourt de novela (1903-2013), Plaza y Janés.
- Liebesleid: Roman, R. Piper, 1933
- La féérie de la rue: roman, Henri Duvernois, Jean Fayard, B. Grasset, 1937
- Mes Maitresses, A. Fayard, 1941
- Roman, A. Fayard, 1945
- "L'Allemagne sous le Croix de Lorraine", Les Oeuvres Libras, 1945
- La guerre intérieure, Stock, 1974
- Je m'éloigne: roman, Plon, 1977

### Traducciones al inglés
- Oxford & Margaret: traducido del francés por Louis Golding, Jarrolds, 1925
- Desire, traducido por Warre Bradley Wells, The Century Co., 1932